# フレッド・コレマツ
フレッド・トヨサブロー・コレマツ（Fred Toyosaburo Korematsu、日本名：是松 豊三郎（これまつ とよさぶろう）、1919年1月30日 - 2005年3月30日）は、第二次世界大戦期のアメリカ合衆国における、日系人の強制収容の不当性を訴えた権利擁護活動家。

## 生涯

### 幼少期
1905年に福岡県福岡市から渡米し、カリフォルニア州オークランドでバラ園芸場を営む父・角三郎と母・コツイ（旧姓：青木）のもと、4人兄弟の三男として生まれる。“Fred”という英語名は、学校の先生が「トヨサブロー」という名前を発音できず、適当にそう呼んだ事に由来している。高校時代は、テニス部と水泳部を掛け持ちするなど、活発な性格であった事から、日系人以外の友人にも恵まれていたという。
1938年にハイスクールを卒業した後は、大学で経営学を学ぶ事を希望したが、家庭の経済的事情により、働きながら大学に通う事となった。しかし、仕事と学業の両立が困難だった為、僅か3か月で中退を余儀なくされ、以降の2年間は家業を手伝う事となった。
コレマツは当時、イタリア系のアイダ・ボイタノと交際していたが、アイダの両親からは、日系人である事を理由に、白人の自分達とは釣り合わない人間だと言われ続けていたという。

### 第二次世界大戦期
1940年9月に、合衆国議会において成年男子の徴兵を認めることが決議された。これに伴い、コレマツも翌1941年6月に高校時代の友人5人と地元の郵便局へ軍への入隊を申し込みに向かったが、日系人であることを理由に拒否されることとなった。だが、少しでも国防への貢献がしたいと考えたことから、溶接工としての職業訓練を受け、修了後に大型商船を製造しているオークランドの造船所での職を得た。職場では、真面目な仕事ぶりが評価され、徐々にではあるが出世の道を歩むことができた。しかし、そこでも日系人であるゆえの人種差別の壁が立ち塞がることとなり、ある朝出勤すると、自分のタイムカードを処分されるという形で、唐突に解雇を言い渡された。すぐに別の職場に採用されるも、採用時出張で不在だった上司の1人から、またしても日系人であることを理由に、わずか1週間で解雇されてしまうこととなった。加えて、その後勤めた職場でも、在職中の1941年12月7日（現地時間）に真珠湾攻撃がなされたことから、三たび失業する羽目になった。
1942年3月27日に、西部防衛司令部長官のジョン・L・デウィット中将が、軍事地域第1区から住所を変更することを禁じた布告第4号を発布したことから、事実上、「自主的立ち退き」ができなくなった。加えて1942年5月3日には、同じデウィット中将が日系アメリカ人に対して、5月9日までに手荷物以外の財産を処分して、当局に出頭したうえで、速やかに収容所へ移ることを命じたことから、コレマツは家族と別れて、アイダとともに中西部かネバダ州を目指すことを決めた。それに際して、少しでも日系人に見られないようにするため、まぶたを二重にする整形手術まで受け、自らをスペイン系ハワイ人の「クライド・サラ」（Clyde Sarah）と名乗るようになった。アイダが家族と別れる決心をするのを待つ間には、バークレーのトレーラー会社で溶接工としての仕事に就いた。しかし、家族と別れてからちょうど3週間たった5月30日に、サンレアンドロの街角で日系人だと気付かれたことから、逮捕され、サンフランシスコの留置所へ送られた。
逮捕後、アメリカ自由人権協会（ACLU）の北カリフォルニア支部長だったアーネスト・ビーシグはコレマツへ面会に訪れ、コレマツに「この裁判を日系アメリカ人抑留の合法性を確認するテストケースとして利用しても構わないか？」という旨を尋ねた。コレマツはこれを承諾し、ビーシグは公民権弁護士として知られているウェイン・M・コリンズに、コレマツの弁護を担当させることにした（コレマツ対アメリカ合衆国事件）。当時のACLUの幹部たちは、ルーズベルト大統領（当時）と懇意にしていたことから、ビーシグに裁判から手を引くよう圧力をかけたが、ビーシグは「あなたがたの都合のために信念を曲げる気はありません」と忠告を突っぱねた。6月12日に、コレマツはビーシグが法廷に5,000ドルの保釈金を払ったことにより、一旦は留置所から出られることとなったが、コレマツが裁判所から去ろうとした直後に、憲兵によって再び逮捕されてしまった。

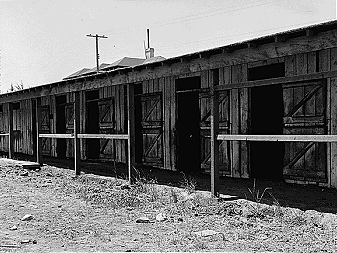
競馬場の厩舎があてられたタンフォラン仮収容所（1942年）

直後にコレマツは、タンフォラン仮収容所へ送られたが、裸電球が一つしかないうえ、太陽の光もほとんど差し込まず、馬糞の悪臭が漂う厩舎に身を置かれることとなり、後に「留置所のほうが清潔で、よほど居心地が良かった」と回想している。タンフォランでは、偶然にも家族と再会することとなったが、ちょうど同じ時期に恋人のアイダと破局することとなった。9月8日にコレマツは、大統領令9066号のもと公布された軍令への違反を取り締まる「公法No.503」違反の容疑で、北カリフォルニア州連邦地裁で有罪判決を受けたが、コレマツが法廷で、「この国のためなら兵役に服して、いつでも、どこでも、誰とでも戦えます」とアメリカに忠誠を誓う宣誓をしたことにより、禁固刑ではなく5年の保護観察に置かれることとなった。コリンズは、控訴裁判所に上訴すれば、無罪を勝ち取れる可能性が高いと考え、上告を申請した。
裁判から1週間後に、コレマツ一家はタンフォラン仮収容所から、ユタ州のトパーズ強制収容所に送られた。収容所では、不熟練労働者として1日8時間排水溝を掘る、病院を建設するといった仕事に従事し、1か月12ドルを稼いだ。
両収容所において、コレマツの言動は非難にさらされることの方が多かった。西海岸に住む多くの日系人は、日系アメリカ人市民同盟のメンバーを含めて、アメリカ人として自分たちの忠誠を証明することを望み、政府による強制収容に協力した。このことから、政府による強制収容に反対し続けたコレマツは、日系人にとって疫病神のような存在と考えられるようになった。コレマツ一家がタンフォランからトパーズへの移動中に、他の日系人たちから自分の存在を気付かれた際は、大部分の日系人たちは、コレマツと関われば自分たちもトラブルメーカーのレッテルを張られると考えたことから、コレマツの存在を無視し続け、後にコレマツ自身が収容所では孤立した存在だったと回想している。

### 戦後

#### 裁判での敗北
1943年12月には、ビーシグから控訴裁判所でも有罪判決が出たが、ACLUとしては最高裁判所に控訴する意向があるとの報告を受けた。時を同じくして、コレマツの兄弟達はアメリカの市民権を持たない一世である両親を残して、収容所を離れることとなり、元の西海岸へは戻ることができなかったため、収容所と同じユタ州のソルトレイクシティにある鉄工所で水タンクを修理する仕事に就いた。しかし、仕事を始めて3か月後に、自分たち日系人が白人の同僚の半分しか給料をもらっていないことに気がついた。コレマツは、雇い主に「それでは不公平だ。同じだけの給料を払ってくれ」と詰め寄ったが、その雇い主が「文句を言うと、収容所に送り返すぞ」と脅迫してきたため、怒ったコレマツは鉄工所を辞めた。その後は、ミシガン州デトロイトに移り、溶接工の仕事に就いたが、絵が非常にうまかったことが偶然上司の目に留まり、以降は土木会社で製図工として働くようになった。
1944年12月には、ビーシグから最高裁判所でも「日本人のスパイ活動は事実であり、戦時下では軍事上必要な事態である」との言い分のもと、有罪判決は覆らなかったという知らせを受け、その後30年以上に亘って沈黙を守り続けることとなり、家族にも一切これらの経験を話さなかったという。
裁判後は、デトロイトに移り住んですぐに知り合った細菌学者のキャサリン・ピアソンと1946年秋に結婚し、1949年にはカリフォルニアに戻り、1950年には長女カレン、1954年には長男ケネスをもうけた。カリフォルニアでも製図工の仕事に就き、休日にはゴルフを楽しむほか、教会やライオンズクラブでのボランティア活動に勤しむという生活を送ったが、犯罪者としての前科があることから、大企業や公的な役職に就くことはできなかった。

#### 名誉回復
1980年にジミー・カーター大統領（当時）は「戦時における民間人の転住・抑留に関する委員会」（CWRIC)を設置し、第二次世界大戦中の日系人の強制収容に関する調査を行うよう命じ、委員会は日系人への強制収容を、「人種差別や戦時下のヒステリー、及び政治指導者の失敗」により起こったものだと結論づけた。1988年には、合衆国議会において戦時中の強制収容に対する謝罪と補償が制定され、存命中の者に一人当たり20,000ドルの賠償金を支払うことが決定した。
コレマツも、最高裁での有罪が確定してから約37年経った1982年1月に、法史研究学者のピーター・アイロンズから「戦時中の資料の中から、日本人がスパイ活動をしていたという事実は無根であり、国が捏造したものであることを発見した」という内容の手紙を受け取り、再び政府と対決することを決意した。その後は、助っ人として日系人弁護士のデール・ミナミを招き、1年以上かけて裁判の為の証拠を収集した。途中、政府はコレマツに対して特赦を申し出るが、「私は国からの許しはいらない、許すとするならば、私が国を許すのです」と述べ、あくまでも再審にこだわった。そして、1983年11月10日に41年前初めて裁判を戦った北カリフォルニア州連邦地裁でコレマツの公判が行われ、マリリン・ホール・パテル判事は、1944年にコレマツが受けた有罪判決を無効との決定を下し、コレマツの犯罪歴は抹消されることとなった。法廷でコレマツは、パテル判事の前で「私は政府にかつての間違いを認めてほしいのです。そして、人種・宗教・肌の色に関係なく、同じアメリカ人があのような扱いを二度と受けないようにしていただきたいのです」と述べた。

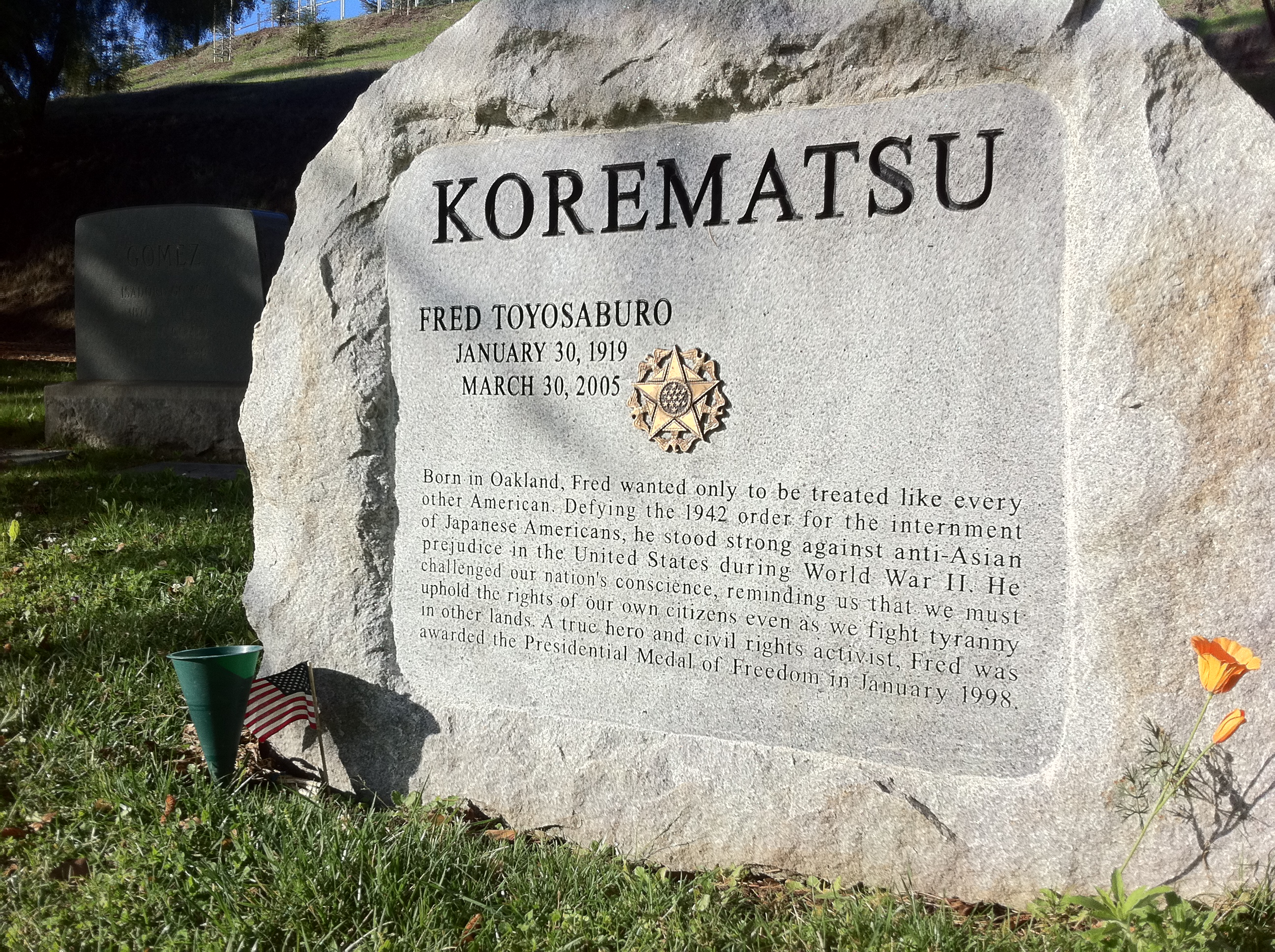
コレマツの墓（カリフォルニア州オークランド）

1998年にコレマツは、アメリカにおける文民向けの最高位の勲章である大統領自由勲章を受章した。ホワイトハウスにおいて執り行われた勲章を授与するための式典において、クリントン大統領は「我が国の正義を希求する長い歴史の中で、多くの魂のために闘った市民の名が輝いています。プレッシー、ブラウン、パークス…。その栄光の人々の列に、今日、フレッド・コレマツという名が新たに刻まれたのです」と述べた。
晩年は、9.11以降アメリカで深刻化するアラブ系アメリカ人への差別や、グアンタナモ刑務所の不当性を訴え、ブッシュ政権との戦いに備えていたが、2005年3月30日にサンフランシスコ北部のマリン郡にある長女の自宅で死亡した。86歳没。

### 「フレツド・コレマツの日」
2010年9月23日にカリフォルニア州政府は、コレマツの誕生日である1月30日を「フレッド・コレマツの日」と制定し、州民に憲法で保証された市民の自由の重要性を再認識する機会とした。
初めて同記念日を迎える事となった2011年には、カリフォルニア大学バークレー校において、記念式典が実施された。式典では、学校教育の場においても、一連の経緯を周知させるべく、学校教育において使用できる教材も配布された。
その後は、2013年にはハワイ州、2015年にはバージニア州、2016年にはフロリダ州、2018年にはニューヨーク州、2021年にはアリゾナ州が、それぞれの州議会において、1月30日を「フレツド・コレマツの日」と制定する法案を可決させた。
2017年1月30日、先述の「フレッド・コレマツの日」に、Googleがアメリカ合衆国版フロント画面に、背景に桜の絵をあしらい、首から大統領自由勲章を提げたコレマツのイラストを掲載した。併せて「間違いだと思うならば、声を上げることを恐れてはならない」というコレマツの言葉を紹介している。直前にドナルド・トランプ大統領が署名した大統領令により、シリア難民の受け入れ停止やイスラム圏7か国からアメリカ合衆国への入国禁止が命じられたことへの批判ではないかと話題になった。